# 2446 Lunacharsky
2446 Lunacharsky (1971 TS2) là một tiểu hành tinh vành đai chính được phát hiện ngày 14 tháng 10 năm 1971 bởi L. Chernykh ở Nauchnyj.